# Loretta Young
Pour les articles homonymes, voir Young.
Loretta Young, née Gretchen Michaela Young le 6 janvier 1913 à Salt Lake City, dans l'Utah et morte le 12 août 2000  à Los Angeles, en Californie est une actrice américaine. Elle commence dès l'enfance et connaît une carrière longue et variée de 1917 à 1953. Elle a reçu de nombreuses distinctions dont un Oscar, deux Golden Globes, et trois Primetime Emmy Awards ainsi que deux étoiles sur le Hollywood Walk of Fame, une pour le cinéma et une pour la télévision. Elle est la sœur des actrices Polly Ann Young et Sally Blane.
Elle remporte l'Oscar de la meilleure actrice pour son rôle dans le film Ma femme est un grand homme (1947) et reçoit une deuxième nomination pour son rôle dans Les Sœurs casse-cou (1949). Elle joue également dans Born to Be Bad (1934), L'Appel de la forêt (1935), Les Croisades (1935), Divorcé malgré lui (1939), Le Criminel (1946), Honni soit qui mal y pense (1947) et La Clé sous la porte (1950).
Elle évolue ensuite vers la télévision, qui est un média relativement nouveau à l'époque, où elle présente la série d'anthologies The Loretta Young Show (en), de 1953 à 1961, dans laquelle il tient également le rôle principal dans plusieurs épisodes, et qui remporte trois Primetime Emmy Awards. Elle apparaît aussi dans The New Loretta Young Show de 1962 à 1963. Elle revient au petit écran dans les années 1980 en jouant dans deux téléfilms, Rendez-vous de Noël (1986), pour lequel elle remporte le Golden Globe de la meilleure actrice dans une mini-série ou un téléfilm, et Lady in a Corner (1989).

## Biographie

### Enfance
Gretchen Michaela Young naît à Salt Lake City dans l'Utah, le 6 janvier 1913 de Gladys (née Royal) et John Earle Young. Elle est de descendance luxembourgeoise. Ses parents se séparent quand elle a deux ans ; à trois ans, elle déménage vers Hollywood avec sa mère et ses deux sœurs, Polly Ann Young et Elizabeth Jane Young (nom de scène : Sally Blane). Elles sont rapidement employées comme enfant acteur, et c'est Loretta qui est la plus remarquée. Elle joue son premier rôle à trois ans dans The Primrose Ring (1917). La star du film, Mae Murray, apprécie tellement la petite Gretchen qu'elle veut l'adopter. Malgré le refus de sa mère, la jeune fille est autorisée à vivre deux ans avec la star. Sa demi-sœur Georgiana (fille de sa mère et de son beau-père George Belzer) se marie avec l'acteur Ricardo Montalbán. Elle suit ses études secondaires à la Ramona Convent Secondary School (en). 

### Carrière au cinéma

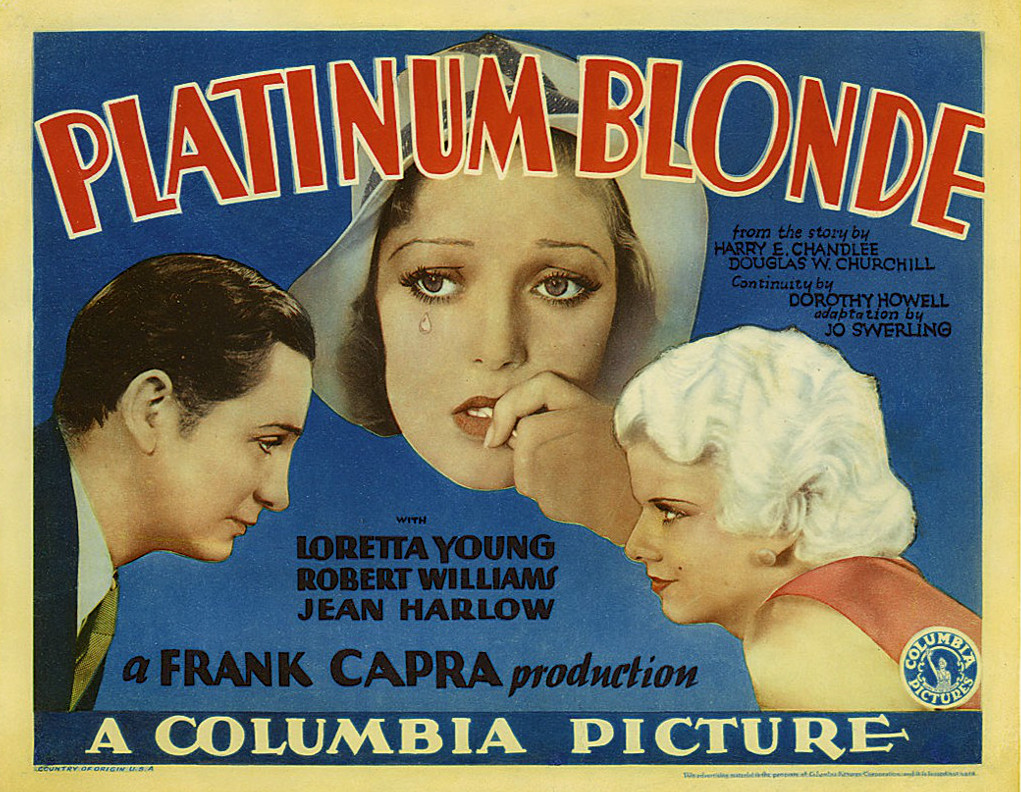
Affiche de La Blonde platine de Frank Capra (1931).

Enfant, elle est figurante dans Ris donc, Paillasse !, avec Lon Chaney, et dans Le Cheik avec en vedette Rudolph Valentino. Selon le critique de cinéma Gérard Legrand, elle débute véritablement à 14 ans « dans un rôle travesti qu'elle souffle à l'une de ses trois sœurs aînées », dans Pas sage mais mignonne (Naughty but Nice (en), 1927).
Rivale de la blonde Jean Harlow dans La Blonde platine de Frank Capra (1931), sa beauté brune et lisse la dispose aux compositions exotiques, comme dans L'Honorable Monsieur Wong réalisé par William A. Wellman ; celui-ci la retrouve notamment pour Héros à vendre et L'Appel de la forêt avec Clark Gable. La jeune actrice travaille aussi à plusieurs reprises pour William Dieterle, mais c'est avec le réalisateur Frank Borzage qu'elle trouve un de ses meilleurs rôles dans Ceux de la zone (1933) au côté de Spencer Tracy. Un autre de ses films mythiques, Révolte au zoo, est tourné la même année par Rowland V. Lee.

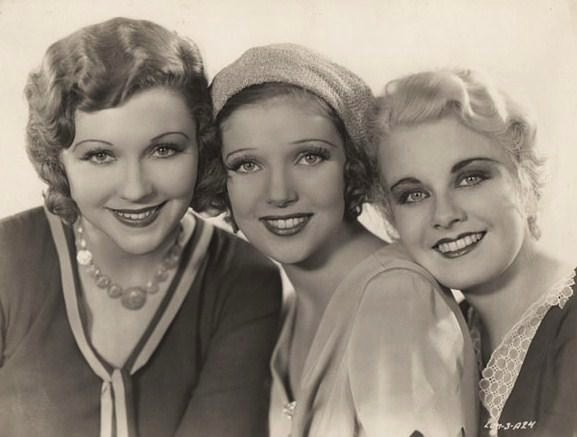
Loretta Young (au centre) avec Joyce Compton et Joan Marsh dans Three Girls Lost (1931).

Sur les conseils de son agent artistique Helen Ferguson, la star s'illustre désormais, dans des productions de prestige, telles que Les Croisades de Cecil B. DeMille, Ramona de Henry King, Suez d'Allan Dwan. Elle passe de l'aventure à la comédie (L'Amour en première page de Tay Garnett en 1937 par exemple), collectionnant les partenaires les plus brillants : Ronald Colman, Charles Boyer, Cary Grant, Tyrone Power, Don Ameche, David Niven, Henry Fonda, Fredric March, Alan Ladd, Gary Cooper...
En 1936, Quatre Femmes à la recherche du bonheur lui donne pour rivales Janet Gaynor, Constance Bennett et Simone Simon ; dans Suez elle est opposée à Annabella - toutes ces actrices étant sous contrat à la Fox dans les années 1930. Cawthorne la place parmi les prétendantes les plus acharnées au rôle de Scarlett O'Hara dans Autant en emporte le vent, avec Paulette Goddard, Katharine Hepburn, Bette Davis et Susan Hayward entre autres.
Frank Lloyd, Busby Berkeley, Mervyn LeRoy jalonnent sa carrière, et elle figure aussi dans Quatre Hommes et une prière de John Ford et Le Criminel d'Orson Welles (1946). En 1947, elle est oscarisée pour Ma femme est un grand homme de H. C. Potter. La même année elle enchaîne avec un autre succès : Honni soit qui mal y pense, une comédie romantique dont elle partage la vedette avec Cary Grant et David Niven. Un remake sera tourné en 1996 avec Denzel Washington et Whitney Houston (La Femme du pasteur).

### Carrière à la télévision
Malgré d'indéniables succès, notamment dans le registre fantaisiste (comédies de Walter Lang, Alexander Hall, George Sidney), Loretta Young se retire du grand écran en 1953 et poursuit sa carrière à la télévision, à une époque où les grandes stars du cinéma boudaient le petit écran. En cela, Loretta Young est une pionnière. Elle y a son propre show pendant huit ans, The Loretta Young Show, de 1953 à 1961. Dans chaque épisode elle fait une entrée spectaculaire par une porte de salon, vêtue de diverses robes de soirée haute couture (elle sera parodiée par des humoristes). Populaire, le show remporte trois Emmy Awards.
En 1962–1963, elle essaie de prolonger le succès de son show, avec The New Loretta Young Show, sur CBS. Elle y incarne Christine Massey, une journaliste de magazines, mère de sept enfants. Le succès ne fut pas au rendez-vous, diffusé le lundi soir en concurrence avec Ben Casey de la ABC. Le show est donc abandonné après une saison de 26 épisodes.

### Vie privée

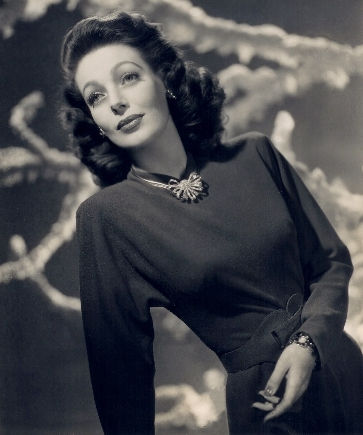
Loretta Young en 1940.

En 1930, alors qu'elle n'a que dix-sept ans, Loretta Young, tombe amoureuse de l'acteur Grant Withers, plus âgé qu'elle. Peu de temps après, ils s'enfuient pour se marier civilement. Mais Loretta regrette rapidement sa décision et demande l'annulation du mariage. Le procès qui s'ensuit provoque un grand scandale. Quelques années plus tard, elle explique dans une interview : « Vous voyez, je n'ai pas épousé Grant Withers religieusement. Ce fut un mariage civil, ce qui ne compte pas aux yeux de l’Église. Si j'avais dû me marier selon ma religion, je ne l'aurais peut-être pas fait. Je n'avais que dix-sept ans et je croyais que le mariage ouvrait les portes du paradis ; ce ne fut pas le cas. (...) ». 
Lors du tournage de Ceux de la zone en 1933, elle fait la connaissance de l'acteur Spencer Tracy, marié ; ils entament une liaison. Très épris de la jeune actrice, Spencer Tracy prend alors la décision de quitter sa femme et prend une chambre à l'hôtel. Sa femme envoie un communiqué à la presse dans lequel elle annonce « leur séparation pour incompatibilité de caractère ». L'affaire est très médiatisée. Interrogé par les journalistes, Spencer Tracy refuse de confirmer cette rupture et déclare simplement que : « Nous allons tenter de résoudre nos problèmes. ». Tous deux catholiques, Young et Tracy ne peuvent se résoudre à briser un mariage et vivre dans le péché selon les préceptes de l'Église. Le 24 octobre 1934, Loretta avoue en pleurs à la presse qu'elle renonce à Spencer Tracy « en raison de leur catholicisme ». Spencer Tracy, marqué, s'éloigna d'elle et vécut par la suite une longue passion amoureuse avec les actrices Myrna Loy puis avec Katharine Hepburn. En 2011, à l'occasion d'une biographie qu'il consacra à Spencer Tracy, James Curtis écrivit que c'était Loretta Young et non Katharine Hepburn qui aurait pu être l'amour de sa vie. Tracy mit régulièrement son catholicisme en avant et n'épousa ni Myrna Loy ni Katharine Hepburn ,,,,,,,. 
En 1935, sur le tournage de L'Appel de la forêt, Loretta Young a une liaison avec Clark Gable. Elle a 22 ans, lui 34 et est marié. Elle tombe enceinte. Plus tard, vers la fin de sa vie, à l'âge de 85 ans, elle parle de viol (date rape), en évoquant la conception de l'enfant. Du fait des codes moraux de l'industrie du cinéma et pour éviter les dommages dus au scandale sur leurs deux carrières, les studios passent l'information de la grossesse sous silence. Au retour de longues « vacances » en Angleterre (pendant lesquelles elle accouche de sa fille), Loretta annonce, à son retour aux États-Unis, avoir adopté une petite fille en mai 1937. L'enfant grandit sous le nom de Judy Lewis, après avoir pris le nom du deuxième mari de sa mère, le producteur Thomas Lewis, qui ne l'a jamais adoptée officiellement,. Cela n’empêchera pas Loretta Young de tourner, quinze ans plus tard, un autre film avec Clark Gable : La Clé sous la porte.
D'après son autobiographie Uncommon Knowledge, on se moqua de Judy à cause de ses oreilles héritées de son père, Clark Gable. Dans le documentaire Girl 27, elle affirme que sa mère lui faisait porter un bonnet et dit avoir subi une opération à l'âge de sept ans pour recoller ses grandes oreilles. Loretta Young était terrifiée que la presse ou le public puisse un jour découvrir la vérité. Judy Lewis ne rencontra Clark Gable qu'une seule fois à l'âge de 15 ans alors qu'elle ignorait qu'il était son véritable père.
Selon Nigel Cawthorne, Loretta Young fut également un temps la rivale de Joan Crawford auprès de Franchot Tone.
En 1940, elle épouse le producteur Tom Lewis de qui elle a deux fils : Peter et Christopher Lewis. Christopher devient scénariste et réalisateur. Ils divorcent âprement dans les années 1960. Puis elle fréquente l'acteur Glenn Ford au début des années 1970. En 1993, elle convole en troisièmes noces avec le grand couturier français Jean Louis. Leur mariage dure jusqu'à la mort de son époux en 1997.

### Mort
Fumeuse de cigarette depuis l'âge de huit ans, elle meurt d'un cancer de l'ovaire le 12 août 2000 à Santa Monica, en Californie. Elle est enterrée dans la parcelle familiale du Cimetière catholique Holy Cross de Culver City (Californie), dans la tombe de sa mère.
Loretta Young a deux étoiles sur le Hollywood Walk of Fame (trottoir des célébrités) : l'une pour sa contribution au cinéma, l'autre pour son travail à la télévision.

## Filmographie

### Actrice

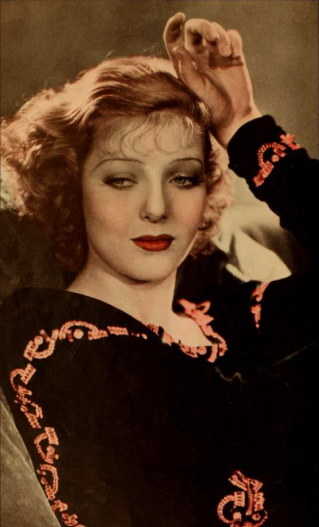
Loretta Young en 1932.

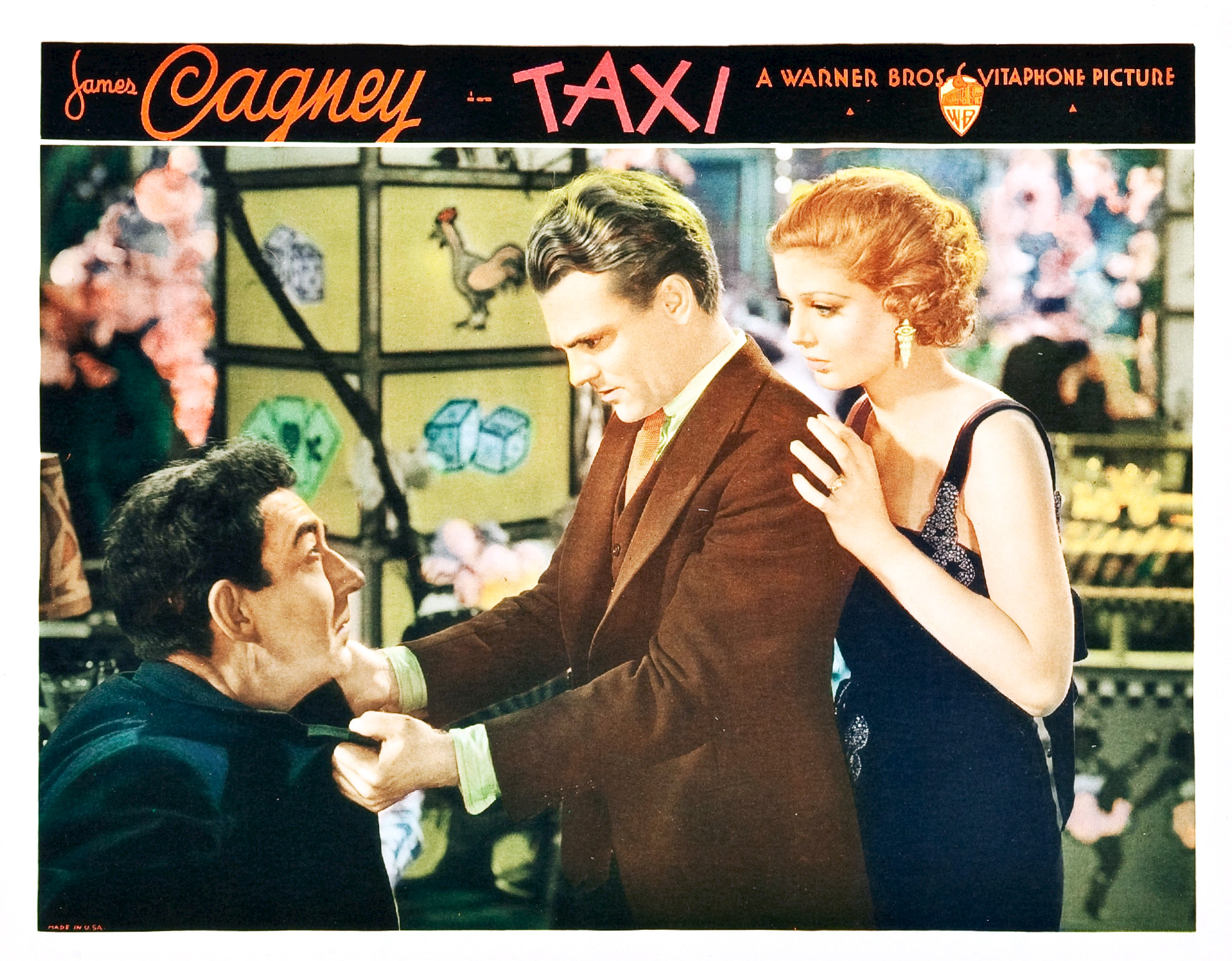
Taxi! (1932).

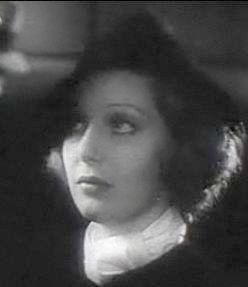
Entrée des employés (1933).

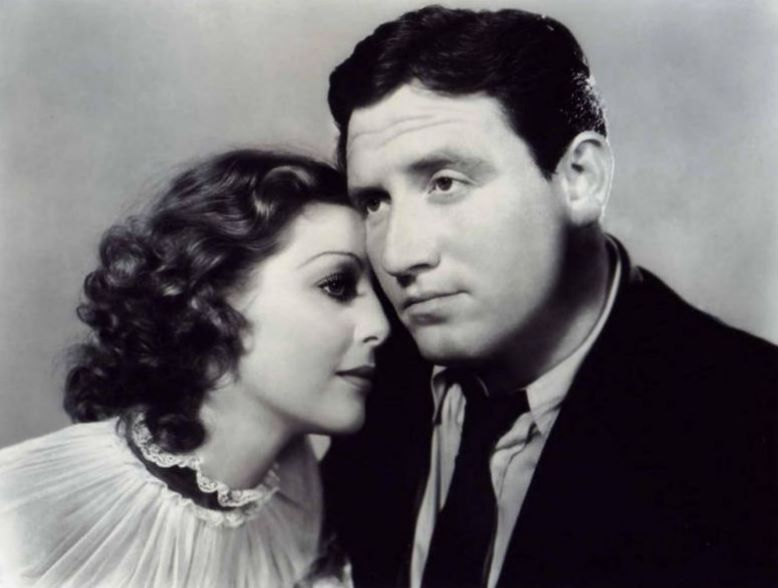
Spencer Tracy et Loretta Young dans Ceux de la zone (1933).

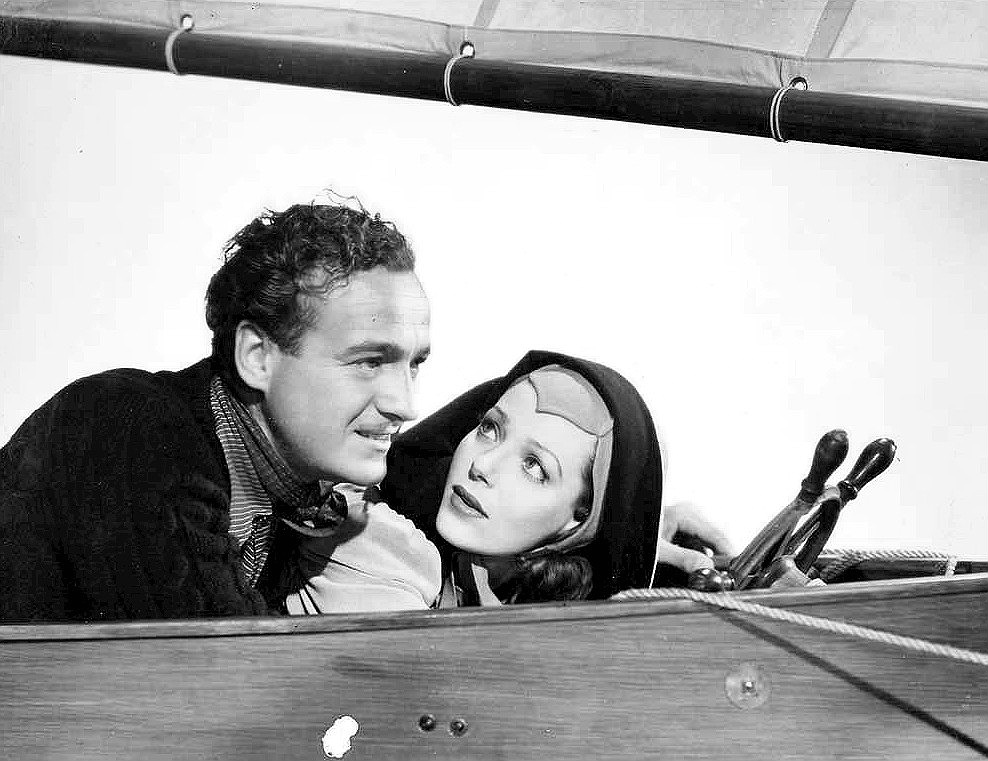
David Niven et Loretta Young dans Divorcé malgré lui (1939).

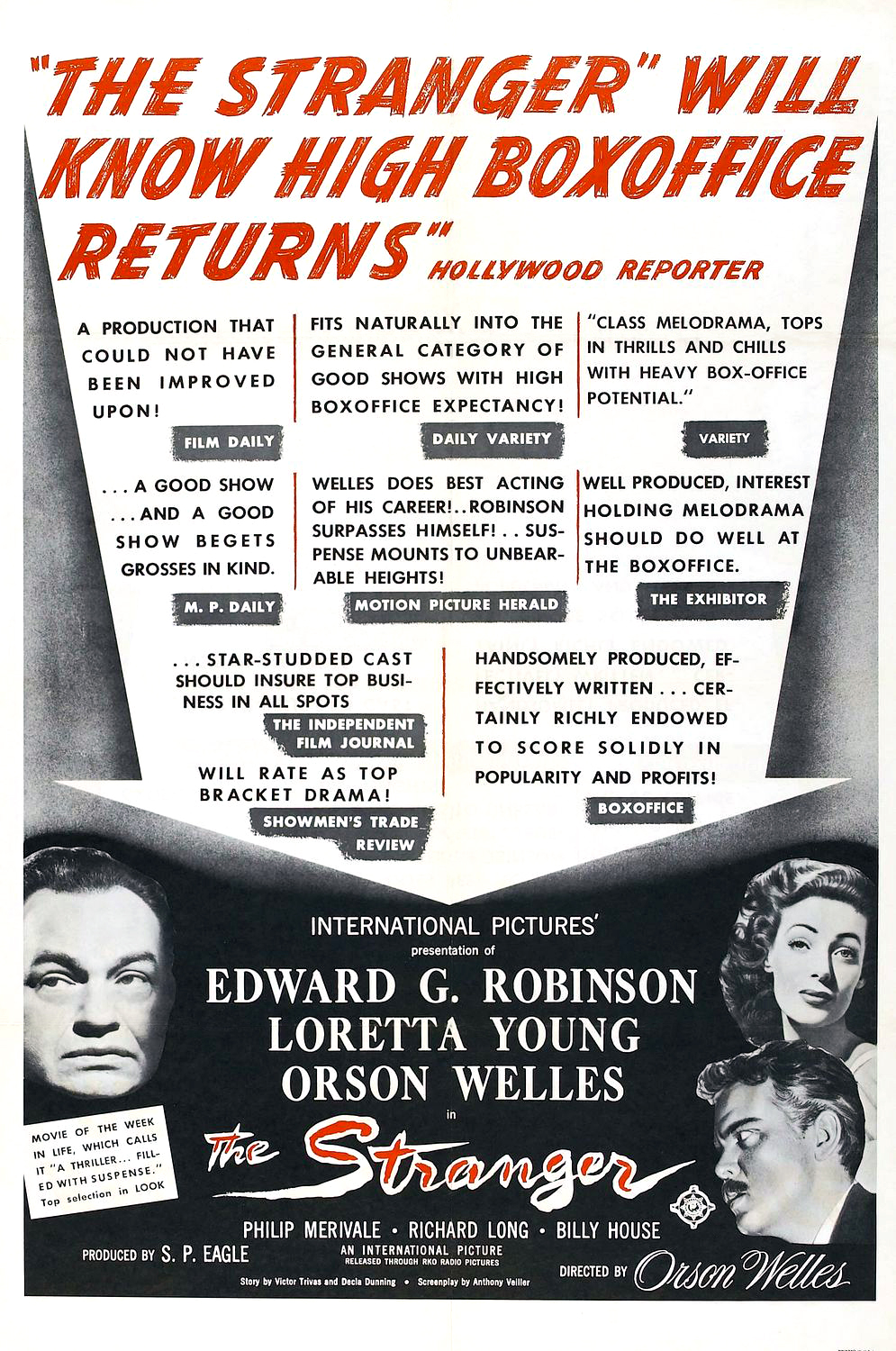
Le Criminel (1946)

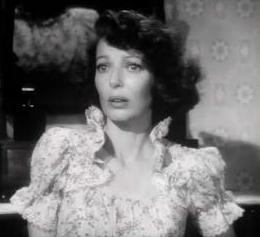
Jour de terreur (1951)

#### Années 1910
- 1917 : The Primrose Ring de Robert Z. Leonard : Une fée (non créditée)
- 1917 : Sirens of the Sea de Allen Holubar : Une enfant
- 1919 : The Only Way : Une enfant
- 1919 : White and Unmarried de Tom Forman : Une enfant (non créditée)

#### Années 1920
- 1921 : Le Cheik de George Melford : Une enfant (non créditée)
- 1927 : Pas sage mais mignonne (Naughty But Nice) de Millard Webb : non créditée
- 1927 : Her Wild Oat de Marshall Neilan : non créditée
- 1927 : Orchids and Ermine d'Alfred Santell : non créditée
- 1928 : The Whip Woman de Joseph C. Boyle : Une fille
- 1928 : Ris donc, Paillasse ! (Laugh, Clown, Laugh) de Herbert Brenon : Simonetta
- 1928 : Femme (The Magnificent Flirt) de Harry d'Abbadie d'Arrast : Denise Laverne
- 1928 : The Head Man de Edward F. Cline : Carol Watts
- 1928 : La Danseuse captive (Scarlet Seas) de John Francis Dillon : Margaret Barbour
- 1929 : Tempête (The Squall) de Alexander Korda : Irma
- 1929 : La Fille dans la cage de verre (The Girl in the Glass Cage) de Ralph Dawson : Gladys Cosgrove
- 1929 : L'Âge ardent (Fast Life) de John Francis Dillon : Patricia Mason Stratton
- 1929 : The Careless Age de John Griffith Wray : Muriel
- 1929 : The Forward Pass de Edward F. Cline : Patricia Carlyle
- 1929 : The Show of Shows de John G. Adolfi

#### Années 1930
- 1930 : Loose Ankles de Ted Wilde : Ann Harper Berry
- 1930 : The Man from Blankley's de Alfred E. Green : Margery Seaton
- 1930 : The Second Floor Mystery de Roy Del Ruth : Marion Ferguson
- 1930 : Road to Paradise de William Beaudine : Mary Brennan / Margaret Waring
- 1930 : La Guerre des femmes (War Nurse) d'Edgar Selwyn : Une infirmière (non créditée)
- 1930 : Kismet de John Francis Dillon : Marsinah
- 1930 : Vingt-et-un ans (The Truth About Youth) de William A. Seiter : Phyllis Ericson
- 1930 : The Devil to Pay! de George Fitzmaurice : Dorothy Hope
- 1931 : Beau Ideal de Herbert Brenon : Isobel Brandon
- 1931 : The Right of Way de Frank Lloyd : Rosalie Evantural
- 1931 : Three Girls Lost de Sidney Lanfield : Norene McMann
- 1931 : Les Bijoux volés (The Slippery Pearls) de William C. McGann : Caméo
- 1931 : Too Young to Marry de Mervyn LeRoy : Elaine Bumpstead
- 1931 : Big Business Girl de William A. Seiter : Claire 'Mac' McIntyre
- 1931 : I Like Your Nerve de William C. McGann : Diane Forsythe
- 1931 : La Blonde platine (Platinum Blonde) de Frank Capra : Gallagher
- 1931 : The Ruling Voice de Rowland V. Lee : Gloria Bannister
- 1932 : Taxi! de Roy Del Ruth : Sue Riley Nolan
- 1932 : L'Honorable Monsieur Wong (The Hatchet Man) de William A. Wellman : Sun Toya San
- 1932 : Play Girl de Ray Enright : Buster 'Bus' Green Dennis
- 1932 : Week-End Marriage de Thornton Freeland : Lola Davis Hayes
- 1932 : La vie commence (Life Begins) de James Flood et Elliott Nugent : Grace Sutton
- 1932 : They Call It Sin de Thornton Freeland : Marion Cullen
- 1933 : Entrée des employés (Employees' Entrance) de Roy Del Ruth : Madeleine Walters West
- 1933 : Grand Slam de William Dieterle : Marcia Stanislavsky
- 1933 : Révolte au zoo (Zoo in Budapest) de Rowland V. Lee : Eve
- 1933 : La Vie de Jimmy Dolan (The Life of Jimmy Dolan) d'Archie Mayo : Peggy
- 1933 : Héros à vendre (Heroes for sale) de William A. Wellman : Ruth
- 1933 : Rose de minuit (Midnight Mary) de William A. Wellman : Mary Martin
- 1933 : She Had to Say Yes de George Amy et Busby Berkeley : Florence 'Flo' Denny
- 1933 : The Devil's in Love de William Dieterle : Margot Lesesne
- 1933 : Ceux de la zone (A man's castle) de Frank Borzage : Trina
- 1934 : La Maison des Rothschild (The House of Rothschild) d'Alfred L. Werker : Julie Rothschild
- 1934 : Born to Be Bad de Lowell Sherman : Letty Strong
- 1934 : Le Retour de Bulldog Drummond (Bulldog Drummond Strikes Back) de Roy Del Ruth : Lola Field
- 1934 : Cœur de tzigane (Caravan) d'Erik Charell : Comtesse Wilma
- 1934 : La Parade blanche (The White Parade) d'Irving Cummings : June Arden
- 1935 : Le Conquérant des Indes (Clive of India) de Richard Boleslawski : Margaret Maskelyne Clive
- 1935 : Shanghai de James Flood : Barbara Howard
- 1935 : L'Appel de la forêt (The Call of the wild) de William A. Wellman : Claire Blake
- 1935 : Les Croisades (The Crusades) de Cecil B. DeMille : Bérangère, princesse de Navarre
- 1936 : L'Heure mystérieuse (The Unguarded Hour) de Sam Wood : Lady Helen Dudley Dearden
- 1936 : Une certaine jeune fille (Private Number) de Roy Del Ruth : Ellen Neal
- 1936 : Ramona d'Henry King : Ramona
- 1936 : Quatre Femmes à la recherche du bonheur (Ladies in Love) d'Edward H. Griffith : Susie Schmidt
- 1937 : L'Amour en première page (Love Is News) de Tay Garnett : Toni Gateson
- 1937 : Café métropole (Café Metropole) d'Edward H. Griffith : Laura Ridgeway
- 1937 : Aventure en Espagne (Love Under Fire) de George Marshall : Myra Cooper
- 1937 : Jeux de dames (Wife, Doctor and Nurse) de Walter Lang : Ina Heath Lewis
- 1937 : J'ai deux maris (Second honeymoon) de Walter Lang : Vicky
- 1938 : Quatre Hommes et une prière (Four Men and a Prayer) de John Ford : Lynn Cherrington
- 1938 : Trois Souris aveugles (Three Blind Mice) de William A. Seiter : Pamela Charters
- 1938 : Suez d'Allan Dwan : Eugénie de Montijo
- 1938 : Kentucky de David Butler : Sally Goodwin
- 1939 : Échec à la dame (Wife, Husband and Friend) de Gregory Ratoff : Doris Borland
- 1939 : Et la parole fut (The Story of Alexander Graham Bell) de Irving Cummings : Mme Mabel Bell
- 1939 : Divorcé malgré lui (Eternally Yours) de Tay Garnett : Anita

#### Années 1940
- 1940 : Le docteur se marie (The Doctor Takes a Wife) de Alexander Hall : June Cameron
- 1940 : Et l'amour vint... (He Stayed for Breakfast) d'Alexander Hall : Marianna Duval
- 1941 : Une femme à poigne (The Lady from Cheyenne) de Frank Lloyd : Annie Morgan
- 1941 : La Rose blanche (The Men in Her Life) de Gregory Ratoff : Lina Varsavina
- 1941 : J'épouse ma femme (Bedtime Story) de Alexander Hall : Jane Drake
- 1942 : Une nuit inoubliable (A Night to Remember) de Richard Wallace : Nancy Troy
- 1943 : Le Défilé de la mort (China) de John Farrow : Carolyn Grant
- 1944 : Escadrille de femmes (Ladies Courageous) de John Rawlins : Roberta Harper
- 1944 : Le bonheur est pour demain (And Now Tomorrow) de Irving Pichel : Emily Blair
- 1945 : Le Grand Bill (Along Came Jones) de Stuart Heisler : Cherry de Longpre
- 1946 : Le Criminel (The Strangers) d'Orson Welles : Mary Longstreet
- 1947 : Mariage parfait (The Perfect Marriage) de Lewis Allen : Maggie Williams
- 1947 : Ma femme est un grand homme (The Farmer's Daughter) d'H. C. Potter : Katrin Holstrom
- 1947 : Honni soit qui mal y pense (The Bishop's Wife) d'Henry Koster : Julia Brougham
- 1948 : Rachel and the Stranger de Norman Foster : Rachel Harvey
- 1949 : Les Mirages de la peur (The Accused) de William Dieterle : Dr. Wilma Tuttle
- 1949 : Maman est étudiante (Mother Is a Freshman) de Lloyd Bacon : Abigail Fortitude Abbott
- 1949 : Les Sœurs casse-cou (Come to the Stable) d'Henry Koster : Sœur Margaret

#### Années 1950
- 1950 : La Clé sous la porte (Key to the City) de George Sidney : Clarissa Standish
- 1951 : Jour de terreur (Cause for Alarm!) de Tay Garnett : Ellen Jones
- 1951 : Madame sort à minuit (Half Angel) de Richard Sale : Nora Gilpin
- 1952 : Paula, de Rudolph Maté : Paula Rogers
- 1952 : Sans ton amour (Because of You) de Joseph Pevney : Christine Carroll Kimberly
- 1953 : Le Canard déchaîné (It Happens Every Thursday) de Joseph Pevney : Jane MacAvoy
- 1953 : Letter to Loretta (série TV/1953-1961 : 165 épisodes)

#### Années 1970 à 1990
- 1979 : Has Anybody Here Seen Canada A History of Canadian Movies 1939-1953 - Documentaire TV - Non créditée : elle-même (au dîner des Oscars, 1942)
- 1986 : La Colombe de Noël (Christmas Eve) de Stuart Cooper (TV) : Amanda Kingsley
- 1987 : Happy 100th Birthday Hollywood - Documentaire TV : elle-même
- 1989 : Lady in the Corner de Peter Levin (TV) : Grace Guthrie
- 1995 : First 100 Years: A Celebration of American Movies - Documentaire TV : elle-même

## Récompenses et distinctions

### Récompenses
- 1929 : WAMPAS Baby Stars
- 1948 : Oscar de la meilleure actrice pour Ma femme est un grand homme[4]

### Nominations
- 1950 : Nomination pour l'Oscar de la meilleure actrice pour Les Sœurs casse-cou[25]